# Lotar (imię)
Lotar – imię męskie pochodzenia germańskiego, utworzone z elementów hlut – „głośny, sławny” i heri, oznaczającego „dowódca wojskowy”, jeśli stanowił drugi człon imienia. Od tego imienia, a konkretnie od imienia Lotara II, pochodzi nazwa regionu Lotaryngia we Francji. Istnieje dwóch świętych Lotarów – patronów tego imienia, w tym św. Lotar, biskup Séez (VIII wiek).
Lotar imieniny obchodzi 15 czerwca.

## Znane osoby noszące imię Lotar
- Chlotar I – król Franków, jeden z synów Chlodwiga.
- Chlotar II – dzielnicowy król Franków, panował w Neustrii i Paryżu
- Chlotar III – najstarszy syn Chlodwiga II, króla Neustrii i Burgundii
- Chlotar IV – król Austrazji w latach 717–718
- Lotar – król zachodniofrankijski w latach 954–986
- Lotar I – w latach 840-855 król Franków i cesarz z dynastii Karolingów
- Lotar II – drugi syn Lotara I; odziedziczył północną część państwa nazwaną od jego imienia Lotaryngią
- Lotar III – cesarz rzymski w latach 1133–1137
- Lothar Binding – niemiecki polityk
- Lothar Bisky – niemiecki polityk
- Lothaire Bluteau – kanadyjski aktor i reżyser
- Lothar Bolz – niemiecki działacz komunistyczny
- Lothar-Günther Buchheim – niemiecki pisarz, malarz i kolekcjoner
- Lothar Collatz – niemiecki matematyk
- Lothar Emmerich – niemiecki piłkarz i trener piłkarski
- Lothar Ritter von Frankl-Hochwart – austriacki neurolog
- Lothar Heimberg – muzyk rockowy
- Lothar Herbst – polski poeta, były działacz opozycyjny oraz do roku 2000 naczelny redaktor Radia Wrocław
- Lothar B. Kalinowsky – niemiecko-amerykański psychiatra, zwolennik terapii elektrowstrząsowej
- Lothar Kobilke – członek załogi niemieckiego obozu koncentracyjnego Mauthausen-Gusen i SS-Rottenführer
- Lothar Kobluhn – były niemiecki piłkarz
- Lothar Kurbjuweit – piłkarz niemiecki, mistrz olimpijski, trener
- Lothar Loeffler – niemiecki lekarz, profesor, uczestnik nazistowskiego programu eugenicznego
- Lothar de Maizière – niemiecki polityk konserwatywny, pierwszy i ostatni demokratycznie wybrany premier Niemieckiej Republiki Demokratycznej
- Lothar Matthäus – były niemiecki piłkarz, trener izraelskiego klubu Maccabi Netanja
- Lothar Rendulic – niemiecki wojskowy, generał z czasów II wojny światowej
- Lothar von Richthofen – niemiecki lotnik, as myśliwski okresu I wojny światowej
- Lothar Schmid – niemiecki szachista i sędzia szachowy klasy międzynarodowej
- Lothar Sieber – niemiecki pilot z okresu drugiej wojny światowej
- Lothar von Trotha – pruski generał piechoty
- Lothar Vogt – niemiecki szachista, arcymistrz
- Klemens Lothar von Metternich – austriacki polityk i dyplomata. Zwolennik tradycjonalistycznego konserwatyzmu

## Postaci fikcyjne o imieniu Lotar
- Clotaire (w polskim tłumaczeniu Kleofas) – postać z Mikołajka